# Пфейффер, Георгий Васильевич
Георгий Васильевич Пфейффер (имя при рождении — Георг-Фердинанд Пфейффер; 1872, Сокиринцы, Российская империя — 1946, Киев, СССР) — русский и советский учёный-математик немецкого происхождения. Приват-доцент Императорского Университета Св. Владимира. Академик УАН (с 1920 года), директор Института математики и физики АН УССР.

## Биография
Родился в с. Сокиринцах на Черниговщине в семье специалиста-садовника. Среднее образование получил в Прилукской гимназии.
В 1896 году окончил Киевский университет, был оставлен при университете для подготовки к профессорскому званию, начал преподавать в киевских гимназиях.
В 1899—1909 годах преподавал в Киевском политехническом институте, на киевских Высших женских курсах (с 1909 года до их закрытия). В 1900 году занял должность приват-доцента Киевского университета, в 1909—1946 годах преподавал в Киевском университете. Возглавлял Учёный совет математического факультета, заведовал кафедрой математического анализа.
В 1911 году защитил докторскую диссертацию по проблемам теории алгебраических поверхностей. С 1914 года в основном занимался дифференциальными уравнениями.
С образованием Академии наук Украины (1918) занимал ряд руководящих должностей в Академии, был председателем комиссии чистой математики. В 1920 году был избран действительным членом Академии.
В 1941—1944 годах был директором объединённого Института математики и физики АН УССР, эвакуированного в Уфу.
Похоронен в Киеве на Лукьяновском кладбище (участок № 13-3).

## Научная деятельность
Основные труды относятся к теории дифференциальных уравнений с частными производными. Создал общий способ формального интегрирования нелинейных уравнений и полных систем нелинейных уравнений с частными производными первого порядка.